# Nejdecká česárna vlny
Akciová společnost Nejdecká česárna vlny (NČV) je významný podnik v českém textilním průmyslu.
Jako výrobce polotovarů pro přádelny patří NČV k největším v Evropě.

## Historie podniku
Základ k textilní výrobě v Nejdku položil mlynář Zinne ze Suché, když v roce 1840 koupil na říčce Rolavě starý mlýn ve dražbě (za 1207 zlatých) a nechal ho přestavět na manufakturní výrobu vlněné příze. Dílnu brzy prodal, majitelem se stal v roce 1842 Anton Schmieger z Horního Slavkova, který v ní zřídil průmyslovou výrobu příze. V roce 1851 vyráběl na 1580 vřetenech česanou přízi (s první strojní česárnou vlny v Rakousko-Uhersku) a na 960 vřetenech mykanou přízi. V přádelně zaměstnával 80 lidí a ve mzdě pro něj pracovalo asi 300 domáckých tkalců. Po Schmiegelově smrti se továrna dostala do konkurzu, v roce 1873 ji koupil obchodník Lahusen ze severoněmeckého Delmenhorstu.
Nejdecká přádelna (526 zaměstnanců s roční výrobou 600 tun příze na 9210 vřetenech) se stala součástí akciové společnosti Norddeutsche Wollkämmerei v Delmenhorstu vedené rodinou Lahusenů. Lahusenové vedli nejdeckou přádelnu úspěšně po tři generace. V roce 1923 se změnil status firmy na akciovou společnost s názvem Neudeker Wollkämmerei und Kammgarnspinnerei A. G.
(kapitál 9 milionů Kč s podílem rodiny Lahusenů 75%). V roce 1927 dosáhly tržby firmy 356 milionů Kč (asi 40 % československého vlnařství). V té době nechali Lahusenové postavit na protějším břehu Rolavy šestiposchodovou budovu přádelny, počet instalovaných vřeten se zvýšil až na 104 747 a výroba příze na 4 775 tun (1929). Ve firmě bylo zaměstnáno ve špičce cca 4800 lidí (11 % v česárně, 43 % v přádelně, 27 % ve skárně, 4 % v barevně, 15 % v pomocných provozech a ve správě podniku).
Firma disponovala 83 domy s 500 byty pro zaměstnance, jeslemi a mateřskou školkou pro děti zaměstnanců, penzijním pojištěním a dalšími sociálními příspěvky. Místní evangelickou obec podporovala ročně až 80 tisíci Kč.
Začátkem 30. let se Lahusenové dostali do značných finančních potíží, které se snažili řešit falšováním obchodní bilance a zpronevěrou části majetku. V roce 1933 byl za to odsouzen Georg Carl Lahusen (1888-1973) k 5 rokům a jeho bratr Heinz ke 2 rokům a 9 měsícům vězení. Majetek podniku připadl dvěma českým bankám. Následkem celosvětové krize se v té době snížila výroba a počet zaměstnanců asi o 30 %. Po záběru českého pohraničí Německem v roce 1938 přešel majetek firmy do správy německé Deutsche Bank. Počet zaměstnanců se přechodně zvýšil na 4600, textilní výroba se však v průběhu války poměrně rychle snížila na minimum a byla z velké části nahrazena např. výrobou částí letadel (v roce 1944 bylo z celkového počtu 2543 osob 1331 zaměstnáno ve zbrojní výrobě). V březnu 1945 bylo ve firmě evidováno 946 zaměstnanců, z toho 789 žen.
V roce 1945 byl objekt česárny a přádelny konfiskován československým státem. Po konsolidaci majetkových poměrů byla továrna v roce 1949 přiřazena k nově vzniklému národnímu podniku Nejdecké česárny vlny (NČV). Výroba byla zaměřena hlavně na praní a česání vlny
(v roce 1948 vyrobeno 4128 tun prané a 1649 tun česané vlny). V 60. letech byly v přádelně poslední selfaktory nahrazeny prstencovými dopřádacími stroji a v roce 1973 postavena za 437 milionů Kčs nová kotelna. Výroba příze dosahovala v 70. letech 3 500 ročních tun.

## Nejdecká česárna v 21. století

### Rozdělení po privatizaci
Během privatizace v 90. letech se stala přádelna majetkem akciové společnosti Vlnap a česárnu vlastní od roku 1995 britská firma Modiano pod hlavičkou Nejdecká česárna vlny a.s. (NČV). V roce 1997 se Vlnap podílel na základním kapitálu NČV 112,5 milionů Kč se 40 %. (Pozdější vlastnické poměry nejsou veřejně známé).
- Česárna zaměstnává asi 250 lidí, výrobní kapacita se udává s 23 tisíci tunami vlněných česanců ročně.[1] Např. v roce 2019 šlo 18 tisíc tun na export (Česká republika byla po Číně druhý největší vývozce vlněných česanců na světě).[5] Údaje o podílu prodeje česanců na obchodním obratu firmy Modiano nejsou publikovány.

Akciová společnost G.Modiano Limited se sídlem v Londýně se zabývá od roku 1957 obchodem s vlnou. NČV je jediný výrobní závod Modiana, pro prodej vlny udržuje firma 10 obchodních zastoupení v Evropě, v Austrálii a v Asii, ve kterých je celkem zaměstnáno 50 lidí. S kapitálem 113 milionů £ dosáhla ve 2. dekádě 21. století až 250 milionů £ obchodního obratu (podíl z prodeje česanců NČV není veřejně známý).
- Vlnap je od roku 2000 součástí německé společnosti Wagenfelder Spinning Group.[7] V Nejdku zaměstnává Wagenfelder přes 200 lidí, ve výškové budově z roku 1928 je na ploše 50 000 m² v provozu 27 000 dopřádacích vřeten, skárna, barevna česanců a příze, motárna ručně pletací příze.[8] Např. v roce 2012 dosáhly tržby 411 milionů Kč z prodeje přízí (¾ průmyslových a ¼ ručně pletacích)[9]

### Výrobní technologie česárny

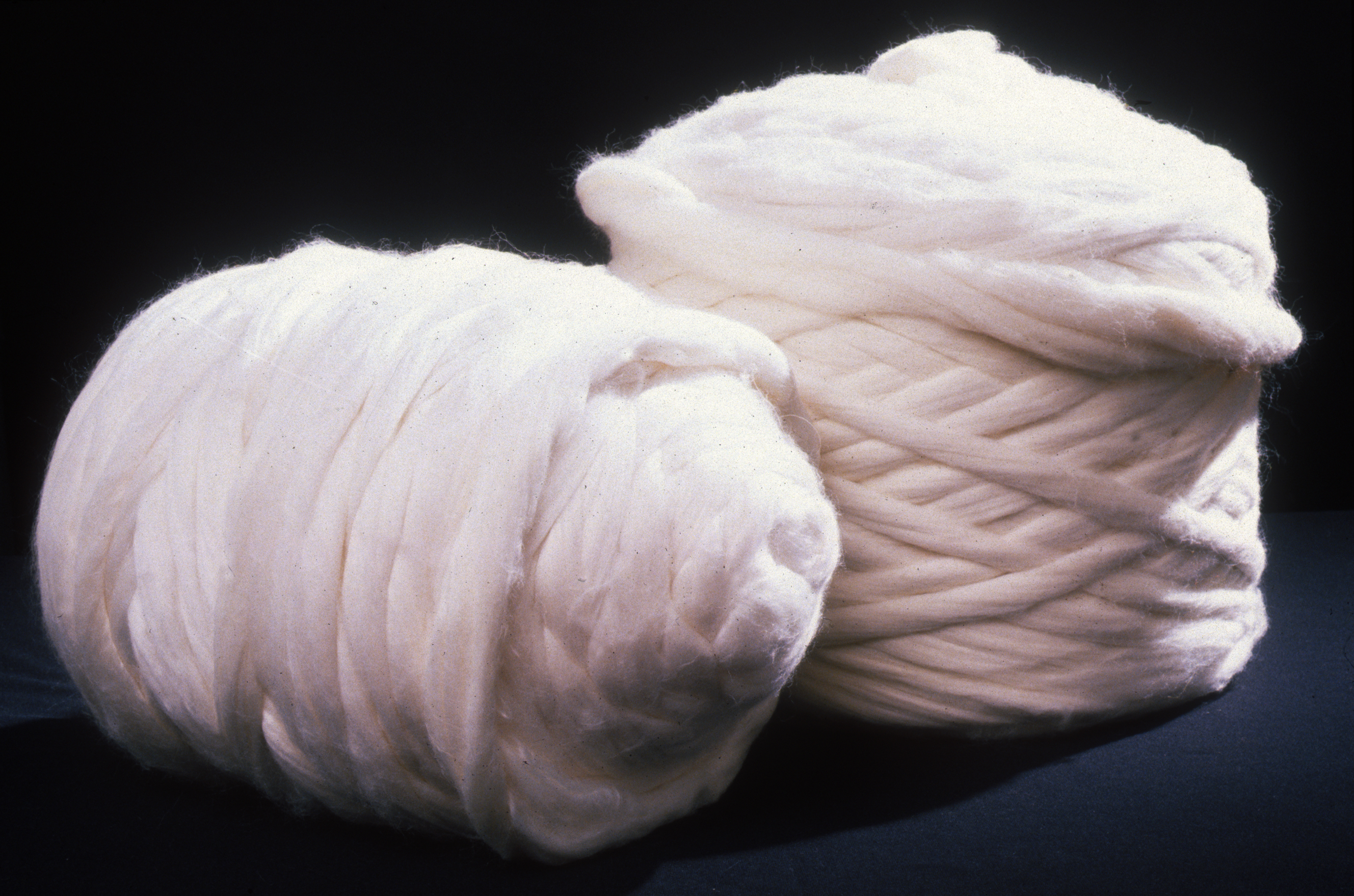
Hlavní výrobek nejdecké česárny, "bumpy" - česance z australské vlny

Česance se vyrábějí z jemných australských a novozélandských vln. V asi 10 operacích se ze surové vlny (praním, mykáním, česáním atd.) tvoří pramen vláken (20 g/m) svinutý obvykle do stůčky tzv. bump – viz snímek. (asi 10 % česanců se dopravuje do přádelny Vlnap v jiné formě)
Při praní se vylučuje asi 12 % ovčího potu, ze kterého se získává lanolin pro kosmetiku apod.
Při česání se odstraňuje asi 10 % krátkých vláken jako výčesky, které se používají nejčastěji jako surovina k výrobě plsti.  